# Neivamyrmex klugii
Neivamyrmex klugii é uma espécie de formiga do gênero Neivamyrmex.